# 工房 (企業)
株式会社 工房（こうぼう、Kobo Co.,Ltd.）は、埼玉県川口市に本社を置く日本の企業。

## 概要
発車オ〜ライネット」を始め、主にバス業界向けシステムを手がける。

## 沿革
- 1979年6月 北海道三共事務機として北海道札幌市中央区にて創業
- 1980年10月24日 株式会社北海道三共事務機設立。
- 1985年4月 株式会社三共システム工房に商号変更
- 1998年4月 発車オ〜ライネット本稼動開始
- 2003年6月 埼玉県戸田市の首都圏支店へ本社機能を移転
- 2006年7月 株式会社工房に商号変更
- 2010年3月 本社を戸田市から川口市へ移転
- 2019年3月 創業40周年を迎えるにあたり、経営理念を制定
- 2019年11月 KOBO ASIA CO.,LTD 設立(ベトナムホーチミン)

## 事業内容
バス業界向け、新聞販売店向け他コンピュータシステム開発・販売・サポート全般

### バス関連事業
- 発車オ〜ライネット：高速バス空席照会・予約サイト、及び、それをバス会社社内で利用する際のシステム
- 発車オ〜ライ：貸切バストータル管理システム
- 新時ダイヤ！：路線バスダイヤ作成支援システム
- 見て超ダイヤ！：ウェブサイトに掲出する時刻表の作成システム
- 行ってオ〜ライ：バス会社向け旅行トータルシステム
- 結果オ〜ライ：運行管理システム
- 営業所支援システム：勤務ローテーション作成支援システム
- 定期券発行システム：定期券発行システム
- 収入金システム：収入金システム
- まかせてオ〜ライ：路線バス広告管理システム
- がんばりバス：「発車オ〜ライ」の簡略版
- ステッカ出っか!?：貸切バス用ステッカー（貸切バスに掲出されている「○○御一行様」と書かれたもの）作成システム

### その他事業
- e-べあ〜&8割まで！配達地図の自動作成システム：新聞販売店向けトータルシステム
- 建築事業部：旧・北海道家工房（2006年7月に三共システム工房と合併）。住宅の販売、設計、施工、監理、コンサルティング

## 事業所
- 本社：埼玉県川口市本町三丁目2番22号
- 札幌支店：北海道札幌市北区北7条西4丁目4-3 札幌クレストビル202号
- 関西支店：兵庫県神戸市中央区御幸通六丁目1番20号 GEETEX ASCENT BLDG5階